# Движение за просперитет на Перник
Движение за Просперитет на Перник е политическа партия, учредена съгласно Конституцията на Република България и Закона за политическите партии.
Основните принципи, които Движението отстоява, включват върховенството на закона, равенството на всички граждани пред закона и ефективен граждански контрол над политическото управление.
Целите на партията са насочени към участие в обществения и политически живот на община Перник, както и в европейската политика, за да допринасят за просперитета и благосъстоянието на гражданите.
Партията се стреми към премахване на ненужните бюрократични пречки, насърчаване на устойчиво икономическо развитие и гарантиране на опазването на околната среда.[източник? (Поискан днес)]

## Лидери
|   | картинка | име                     | встъпил в длъжност | напуснал длъжността | партия |
| 1 |          | Анжела Иванова Йосифова | От 2023            |                     | ДПП    |
| 2 |          | Сирма Руменова Томова   | От 2023            |                     | ДПП    |

## Основаване
Основана е по инициатива на Станислав Владимиров Кмет на Община Перник.[източник? (Поискан днес)]